# Stradówek
Stradówek – dawny folwark w gminie Górki w powiecie sandomierskim w odległości 24 wiorsty od Sandomierza. Należał do parafii Olbierzowice.
W połowie XV w. wymieniany jako wieś w parafii Olbierzowice, będącą własnością Jakuba herbu Syrokomla. Wieś miała łany kmiece, karczmę, zagrody kmiece oraz folwark rycerski, z których dziesięcinę snopowa i konopna ściągał pleban z Olbierzowic.
Według Regestru poborowego powiatu sandomierskiego z 1578 Jurkowski płacił podatek od 3 zagrodników z rolą. 
W 1787 roku w Stradówku mieszkało 29 osób wyznania rzymskokatolickiego (8 mężczyzn, 10 kobiet, 2 dzieci w wieku od 7 lat i 9 dzieci w wieku do 7 lat), a także 6 Żydów (1 mężczyzna i 1 kobieta oraz 4 dzieci).
W 1827 r. folwark liczył 10 mieszkańców i 6 domów. Do folwarku należało 94 morgi ziemi. 